# Robert de Meules
Robert de Meules († 1101), est un baron anglo-normand qui est châtelain de Brionne, seigneur de Meules et du Sap en Normandie. Il est aussi probablement seigneur d'Okehampton dans le Devon et shérif du Devon.

## Biographie
Robert de Meules est l'un des fils de Baudouin de Meules et d'un mère à l'identité incertaine. À la mort de son père (entre 1086 et 1090), il lui succède dans ses possessions normandes. Il succède probablement à son frère Guillaume dans ses possessions et à la fonction de shérif du Devon. C'est son frère Richard qui lui succèdera.
Si l'on suit le chroniqueur Orderic Vital, vers 1090, le duc Robert Courteheuse obtient le château d'Ivry de Roger de Beaumont en échange de celui de Brionne. Mais Robert Ier de Meulan, le fils de Roger, traverse la Manche et réclame Ivry à Robert Courteheuse, refusant cet accord.
Le plaignant est emprisonné, et Brionne est confisqué et confié à Robert. En tant que petit-fils de Gilbert de Brionne, le bâtisseur du château, il pouvait légitimement prétendre à cette fonction. Mais Roger de Beaumont réussit à persuader le faible duc Robert Courteheuse de son erreur. Finalement, Robert Ier de Meulan est libéré, et le duc l'autorise à rachèter le château de Brionne.
Robert de Meules, désormais gardien du château, ne l'entend pas ainsi. Il répond au duc qu'il ne fera aucune difficulté à lui remettre ce château, à condition que le duc le retienne lui-même, autrement, il le gardera. Le duc et les Beaumont-Meulan mettent alors le siège devant Brionne. Ce château avait tenu trois années au temps où Gui de Brionne s'y était réfugié après qu'il a tenté de renverser le duc Guillaume le Bâtard en 1047 (voir bataille de Val-ès-Dunes). Il ne tient que quelques heures cette fois-ci. Les assiégeants tirent des flèches chauffées à blanc, et le feu prend rapidement à l'intérieur du château. Robert et sa poignée de chevaliers doivent se rendre. Robert reçoit quand même une compensation.
Il meurt sans descendance en 1101.